# 安芸高田市立向原中学校
安芸高田市立向原中学校（あきたかたしりつ むかいはらちゅうがっこう）は、広島県安芸高田市向原町にある公立中学校。

## 概要
芸備線の西側400mほどのところの山麓で、広島県道37号線が芸備線と並行して走り、付近の市街地に小学校と高等学校の教育環境が揃っている地区に立地する。

## 教育目標
- 郷土『向原』に誇りを持ち　自ら学び　心豊かで　たくましく生きる生徒の育成[3]

## 学区
向原町坂1区、向原町坂2区駅通り、向原町坂2区本通上、向原町坂2区本通下、向原町坂3区～7区、
向原町坂8区上、向原町坂8区下、向原町坂9区、向原町坂10区～14区、向原町坂15区上、
向原町坂15区下、向原町坂16区～17区、向原町戸島1区～6区、向原町戸島7区上、
向原町戸島7区下、向原町戸島8区～11区、向原町戸島9区～11区、向原町長田１区～6区、向原町長田7区上、
向原町長田7区下、向原町長田8区、向原町有留1区～7区、向原町保垣1区～5区
- [註] 安芸高田市教育委員会では、平成18年度より学校選択制度を導入していて、中学校に入学する時と小学校5年生になる時に学校を選択することができる[5]。

## アクセス
- JR西日本芸備線の向原駅から徒歩で約10分
- 中国自動車道高田ICから約30分

三次ICから約50分
志和ICから約50分
広島東ICから約60分